# Pierre d'Hugues
Pierre Georges Louis Gaston d'Hugues (8 novembre 1873 – 21 agosto 1961) è stato uno schermidore francese, vincitore di una medaglia d'oro ed una di bronzo nella scherma ai giochi intermedi di Atene del 1906 (non riconosciuti dal CIO).